# Cyrtopogon beameri
Cyrtopogon beameri är en tvåvingeart som beskrevs av Wilcox och Martin 1936. Cyrtopogon beameri ingår i släktet Cyrtopogon och familjen rovflugor.
Artens utbredningsområde är Arizona. Inga underarter finns listade i Catalogue of Life.